# Процедурне моделювання
Процедурне моделювання — загальний термін для позначення ряду методів в комп'ютерній графіці для створення 3D-моделей і текстур з наборів правил, що додаються користувачем за допомогою готових програмних інструментів, або програмування в залежності від властивостей двигуна програми. Процедурне моделювання фокусується на створені моделі з набору правил, замість редагування моделі через вюпорти програм, тобто непрямим контактом із геометрією моделі. Яскравим представником цього типу моделювання є програма Houdini. Процедурні моделі часто демонструють розширені можливості баз даних, а це означає, що великі сцени можуть бути отримані з набагато меншим використанням кількості правил.
Процедурний зміст — називають вихідний результат, який може бути використано в комп'ютерних іграх, фільмах, бути завантажений в інтернеті та ін.

## Методи процедурного моделювання
- програмування — 3D-модель або текстура створюється за допомогою самостійного введення програмного коду користувачем на підтримуваній мові програми (наприклад MEL, Python в Maya);
- L-system — метод процедурного моделювання, який описує створення деревоподібної (гілкової) геометрії;
- за допомогою генераторів — модулі, які підключаються до програми і виконують певну функцію (відомі генератори ландшафтів, природних явищ та іншого);
- за допомогою інструментів (наприклад таких, як Paint Effects в Maya або названих по іншому в аналогічному програмному забезпеченні та ін.);
- та ін.